# Narnaund
Narnaund es una ciudad y un municipio en el distrito de Hisar en el estado indio de Haryana.

## Geografía
Narmaund está situada a unos 29°13′N 76°09′E / 29.22, 76.15
Tiene una altitud media de 208 metros (682 pies).

## Demografía
En 2001 según el censo  de la India, Narnaund tenía una población de 15114 habitantes. Los varones constituyen el 54% de la población y las mujeres, el 46%. Narnaund tiene un índice de alfabetización medio del 57%, inferior a la media nacional de 59'5%: la alfabetización masculina es del 67% y la alfabetización femenina, del 44%. En Narnaund, el 15% de la población es menor de 6 años.
- Datos: Q2452748